# Ярове (зупинний пункт)
Яровé — пасажирський залізничний зупинний пункт Шевченківської дирекції Одеської залізниці на електрифікованій лінії Імені Тараса Шевченка — Чорноліська між станцією Райгород (4 км) та зупинним пунктом Пляківка (3 км). Розташований неподалік села Ярове Черкаського району Черкаської області.

## Пасажирське сполучення
На зупинному пункті Ярове зупиняються приміські поїзди до станцій Знам'янка-Пасажирська, Імені Тараса Шевченка, Миронівка та Цвіткове.